# Аксамитов, Дмитрий Васильевич
Дмитрий Васильевич Аксамитов — русский архитектор (по документам его времени — «каменных зданий художник», «постельничий истопник» — придворное звание, мастер печного дела) конца XVII-начала XVIII века. Работал в стиле московского барокко. Приехал в Киев в 1700 году по личному приказу Петра I для строительства Киево-Печерской крепости.

## Известные постройки
- 1697—1699 Лефортовский дворец;

Церковь Всех Святых, построенная Д. В. Аксамитовым в Киево-Печерской лавре 1698—1699

- 1700 Церковь в Батурине, не сохранилась;
- Каменные ограды с башнями и церковью в Киево-Печерской лавре;
  - Башня Ивана Кущника (1698 г.). Название её произошло от церкви во имя Ивана Кущника — патрона гетмана И. Мазепы, которую собирались обустроить во втором ярусе башни, но так и не устроили.
  - Онуфриевская башня (1689 г). Изначально она была задумана как небольшая в плане крещатая церковь с одним куполом[источник не указан 4109 дней].
  - Экономические ворота и церковь Всех Святых (1696—1698 гг.).
  - Малярная башня. В 18 веке на втором этаже башни находилась школа живописи, отсюда её название — Малярная.
  - Часовая башня (1698—1701). После завершения строительства на башне были установлены часы. Отсюда название — Часовая или Дзыгарская.